# Młodów (Petite-Pologne)
Pour les articles homonymes, voir Młodów.
Młodów est une localité polonaise de la gmina de Piwniczna-Zdrój, située dans le powiat de Nowy Sącz en voïvodie de Petite-Pologne.